# Цоднискари (Лагодехский муниципалитет)
Цоднискари (груз. ცოდნისკარი) — село в Грузии, в муниципалитете Лагодехи края Кахетия. 

## География
Село расположено в восточной части края, в 13 километрах по прямой к юго-западу от центра муниципалитета Лагодехи. Высота центра — 330 метров над уровнем моря.

## Население
По данным переписи населения 2014 года, в селе проживало 632 человека.
| Год  | Население | Мужчины | Женщины |
| ---- | --------- | ------- | ------- |
| 2002 | 796       | 361     | 435     |
| 2014 | 632       | 305     | 327     |